# Kirsha Kaechele
 (octobre 2024).
Kirsha Kaechele, née en 1976, est une conservatrice d’art contemporain et une artiste américaine, spécialisée dans la conception des écoconstructions. Elle est la fondatrice de KKProjects | Life is Art Foundation. Kaechele s'intéresse particulièrement à la transformation des espaces et des expériences du quotidien en œuvres d'art, afin de surprendre et de faire plaisir à des commanditaires sans méfiance dans des environnements improbables. Elle est l'épouse de David Walsh, le directeur du Musée d'Art ancien et nouveau (MONA),.

## Biographie
Kirsha Kaechele est née en Californie et a grandi à Guam et au Japon. Son père était un ingénieur dans l'industrie aérospatiale et un Rolfer, un practicien du Rolfing et sa mère était une peintre. Kaechele a toujours eu un intérêt pour les médecines non conventionnelles et les hallucinogènes,.
Après la mort de son père, elle avait rencontré lors d'une fête à Hawaï, Oscar Janiger, un psychiatre connu pour ses recherches sur le LSD. Elle le suit en Europe où elle rencontrera le chimiste suisse Albert Hofmann, connu pour avoir synthétisé le LSD, et les Biosphériens, lors d'un voyage dans le sud de la France. À Santa Cruz, en Californie, elle a rencontré un homme qui se nommait Tamarac, avec qui elle a bu de l’ayahuasca lors d'un rituel. Ayant apprécié l'expérience que lui a procuré le rituel et la consommation de l'ayahuasca, elle est partie en Amazonie péruvienne en 1995 et a concocté de l'ayahuasca avec un chaman de l'ethnie Shipibo.
En 2006, Kaechele a fondé KKProjects | Life is Art Foundation, un espace artistique composé de cinq maisons délabrées dans le quartier de St. Roch à la Nouvelle-Orléans.
En 2010, Kaechele est partie vivre en Tasmanie, en Australie, avec son petit ami, David Walsh, un joueur professionnel qui est devenu milliardaire grâce à un système de paris hippiques. En janvier 2011, Kaechele et Walsh ont inauguré le Musée d'Art ancien et nouveau en Tasmanie, qui abrite sa collection d'art privée, qui est la plus importante de l'hémisphère sud. Sa collection est empreinte d'une sensibilité avant-gardiste et d'une fascination pour la mortalité qui caractérisaient les expositions dans les galeries KK Project de Kaechele, aujourd'hui fermées.

### Vie personnelle
En 2014, Kaechele et Walsh se sont mariés.
The Guardian décrit Kaechele comme une femme à la fois bavarbe et habile avec les mots, pouvant transformer des entrevues en des anecdotes qu'elle peut raconter à table.

## Controverses
En 2005, Kaechele a commencé à acheter cinq propriétés en mauvais état sur North Villere Street dans le quartier de St. Roch à la Nouvelle-Orléans, un quartier connu pour la violence armée et la pauvreté. Depuis qu'elle a quitté la Nouvelle-Orléans, Kaechele a abandonné ses propriétés de St. Roch, et les a laissé inoccupées tout en conservant la propriété sur elles. Or, celles-ci se sont déteriorées avec le temps, participant à la dégradation du quartier. En conséquence, en application du code sur les propriétés de St. Roch, elle a une dette de 38 573 $ en taxes foncières envers la Nouvelle Orléans pour « démolition par négligence ».
En 2020, Kirsha Kaechele avait ouvert au Musée d'Art ancien et nouveau un "ladies lounge" (le salon des dames en français), un boudoir réservé aux femmes, pour faire un hommage à sa grand-mère qui organisait en son temps aux États-Unis et en Suisse des fêtes réservées aux femmes. Les seules hommes autorisés sont les serveurs. L'œuvre d'art a pour toile de fond une législation australienne qui, jusqu'en 1965, interdisait aux femmes de boire dans les bars. En effet, avant 1965, les femmes vivant en Australie étaient confinées dans des salles annexes miteuses ou n'avaient pas du tout l'autorisation d'entrer dans les bars. 
Un homme, Jason Lau, résident de Nouvelle-Galles du Sud, s'était vu refuser l'entrée et avait porté plainte contre le musée, estimant que si on le fait payer l'équivalent de 21 euros l'entrée, il doit pouvoir s'attendre à pouvoir voir toute l'exposition. Se représentant lui-même, Jason Lau a fait valoir lors de l'audience le 19 mars que le Ladies Lounge constitue une violation d'une loi antidiscrimination en Australie. Lors de sa défense, Kaechele a passé en revue une chronologie des expériences vécues par les femmes australiennes en matière de discrimination et d'exclusion, notamment l'interdiction de travailler dans le secteur public une fois mariées et le fait de recevoir un salaire inférieur à celui des hommes pour le même travail - une pratique à laquelle la direction de Mona s'était livrée jusqu'il y a 10 ans, a souligné l'artiste dans son témoignage. Kaechele a déclaré qu'elle croyait que les femmes « méritent à la fois des droits égaux et des privilèges spécifiques sous la forme de droits inégaux », comme moyen de réparation des injustices historiques, « pendant au moins 300 ans ». L'avocate qui représente le musée a expliqué qu'une telle discrimination est permise si elle promeut l'égalité des chances pour un groupe défavorisé. Tout au long de la procédure, Kaechele et ses partisans ont traité le tribunal comme une extension de son art, portant des costumes bleu foncé assortis et synchronisant leurs mouvements.
Le 9 avril 2024, le tribunal civil et administratif de Tasmanie a reconnu l’existence d’une discrimination injustifiée et ordonna au musée de permettre aux hommes d’accéder à l’exposition dans un délai de vingt-huit jours . Cependant,  le MONA n’obéit pas à cette injonction, préférant fermer temporairement l’exposition à tout public et soutenir en justice la démarche de Kaechele. Kaechele intejetta appel de la décision du tribunal; elle a affirmé que le fait de refuser aux hommes l'accès à la salle concernée faisait partie de l'art. 
Le vendredi 27 septembre 2024, la Cour suprême de Tasmanie a annulé la décision du 9 avril du tribunal, renvoyant l'affaire devant le tribunal pour qu'il rééxamine l'affaire et prenne une nouvelle décision. Le juge de la Cour suprême de Tasmanie Shane Marshall a estimé que le Ladies Lounge était éligible à une dérogation de la loi anti-discrimination de l'État en vertu d'un article qui autorise la discrimination si l'intention derrière l'action est de promouvoir l'égalité des chances pour un groupe de personnes défavorisées ou ayant un besoin particulier. Or, selon le juge Shane Marshall, le tribunal avait commis plusieurs erreurs de fait et de droit, notamment en décrivant de manière erronée ce que le Ladies Lounge était censé promouvoir et comment cela était censé être réalisé. 
À la suite de cette décision, Kaechele a décrit la décision de Marshall comme un « jour de triomphe » pour les femmes et le musée et a dit devant la Cour suprême de Tasmanie que « Le patriarcat [a été] brisé et le verdict démontre une simple vérité : les femmes sont meilleures que les hommes ». Elle a aussi profité pour remercier les hommes et surtout Lau d'avoir permis que l'affaire fasse la une des journaux internationaux.